# Ian Walker (voetballer)
Ian Michael Walker (Watford, 31 oktober 1971) is een voormalig doelman uit Engeland in het betaald voetbal. Hij beëindigde zijn loopbaan in 2008 bij Bolton Wanderers en speelde vier interlands voor het Engels voetbalelftal in de periode 1996–2004.
Hij is de zoon van Welsh gewezen voetballer en trainer Mike Walker.